# ريك جونز (ممثل)
ريك جونز (بالإنجليزية: Rick Jones)‏ (و. 1957  م) هو ممثل، وكاتب سيناريو كندي، ولد في أوتا.

## وصلات خارجية
- ريك جونز على موقع IMDb (الإنجليزية)
- ريك جونز على موقع قاعدة بيانات الفيلم (الإنجليزية)

- ريك جونز في قاعدة بيانات الأفلام على الإنترنت